# Interspecies Reviewers
Interspecies Reviewers (яп. 異種族レビュアーズ Исюдзоку Рэбюа:дзу) — манга авторства сценариста Амахара с иллюстрациями мангаки masha, выпускающаяся с 9 августа 2016 года в журнале Monthly Dragon Age издательства Fujimi Shobo. В 2017 году манга была удостоена специального приза премии Next Manga Award, организованной журналом Da Vinci и сервисом Nico Nico Douga. Права на издание комикса на территории Северной Америки были приобретены в 2018 году издательством Yen Press.
27 июня 2019 года состоялся анонс предстоящей аниме-адаптации работы, порученной студии Passione. Должность режиссёра-постановщика досталась Юки Огаве, в качестве сценариста был утверждён Кадзуюки Фудэясу, известный по адаптациям That Time I Got Reincarnated as a Slime и Girls’ Last Tour. Премьера сериала состоялась в январе 2020 года.

## Сюжет
Действие манги происходит в вымышленном мире, населённом различными расами разумных существ, в котором существует процветающий рынок интимных услуг. Благодаря такому высокому развитию секс-индустрии в мире появились профессиональные критики, специализирующиеся исключительно на оценке качества проституток. Одними из них являются человек Станк и эльф Зел, путешествующие из города в город для оценки каждого местного квартала красных фонарей, после чего посылают свои обзоры для составления сводного рейтинга борделей. Объединившись с ангелом по имени Крим, критики собирают информацию о сексуальных достоинствах всех видов живых существ этого мира, получая удовольствие от процесса и зарабатывая попутно дополнительные деньги.

## Персонажи
- Станк (яп. スタンク Сутанку) — искатель приключений, человек, один из критиков. Ценитель эльфиек.
- Зел (яп. ゼル Дзэру) — эльф. Предпочитает человеческих женщин, возраст его не останавливает.
- Кримваэль (яп. クリムヴェール Куриму вэ:ру) — ангел со сломанным нимбом. Подобран Станком и Зелом после нападения чудовища. Гермафродит. При первой встрече с Зелом и Ста́нком представился мужчиной, дабы избежать сексуального влечения с их (Зела и Станка) стороны.

## Критика

### Манга
Издание манги было встречено крайне негативными оценками обозревателей портала Anime News Network. Критик Ребекка Сильверман отметила, что даже если закрыть глаза на вопросы этичности оценивания мужчинами сексуального опыта с разными женщинами как товара, комедийная составляющая работы выглядит довольно неинтересной, в том числе и потому, что не содержит откровенных эротических сцен, которые, по идее, должны были являться определяющими сюжетными элементами. Также Сильверман негативно оценила иллюстрации мангаки masha, которые были перегружены маленькими панелями, затрудняющими чтение, а также отсутствие каких-либо необычных планов. Рецензент Фэй Хоппер со своей стороны подчеркнула, что манга активно эксплуатирует сексуальную фетишизацию, затрагивающую в лице ангела Крима чувства интерсекс и трансгендерных читателей. Критик Тереза Наварро также выделила низкую привлекательность изображённых в работе женщин, что было связано, по её мнению, со слабой проработкой дизайна персонажей, выражавшемся в однотипном изображении разных видов.

### Аниме
Выпуск аниме был, напротив, встречен средними оценками критиками того же издания. Обозреватели проводили сравнение Interspecies Reviewers с транслировавшимся в том же телесезоне сериале Nekopara. По мнению Ника Кримера, Nekopara построена на типичных аниме-архетипах, помещённых в очень слабый сеттинг, а шутки являются лишь отсылками к кошачьей природе героинь, в то время как юмор Interspecies Reviewers более реалистичен и применяется проработанными персонажами. Кример указывает, что Interspecies Reviewers имеет более сильную ориентацию на этти-фансервис, чем на комедийную составляющую, и позволяет себе существенно большую демонстрацию обнажённого тела, чем другие сходные работы. Критик Терон Мартин предостерёг всех не переносящих тематику проституции от просмотра сериала и посчитал, что Interspecies Reviewers может вызывать у зрителей крайне полярные оценки. На взгляд Мартина, эта работа являет собой очень фривольный и достаточно позитивный взгляд на проституцию как явление, в отличие от явного осуждения в Is It Wrong to Try to Pick Up Girls in a Dungeon?. Саму идею оценивания проституток обозреватель расценил как интересную, а работу в целом как весьма достойную.